# La Encina (Villena)
La Encina és una pedania situada al nord-oest del terme municipal de Villena (Alt Vinalopó), a 18 km de distància del cap del municipi i als límits de les províncies d'Alacant, de València i d'Albacete, i dins de la zona de parla castellana. Emplaçada als peus de la Ferrada del Rocín i enfront de la Serra de l'Oliva o de Santa Bárbara és l'entrada natural a la Vall dels Alforins convertint-se en un important encreuament de camins entre el Mediterrani i l'Altiplà al llarg de tota la seua història. Es troba a una altitud de 638 msnm i té una població de 155 habitants (INE 2008).
La Encina naix gràcies a l'estació de ferrocarril, que connecta les línies entre València i Ahoraca, Alacant i Madrid. Està reconeguda per la "Fundación de los Ferrocarriles Españoles" com un dels 14 poblats ferroviaris purs que existixen a Espanya.

## Història
Els assentaments més antics coneguts corresponen a un jaciment arqueològic de l'Edat del Bronze situat en la Ferrada del Rocín i a un posterior assentament iber en El Rodriguillo.
A més es presumix per diversos historiadors que durant l'època romana es trobava en esta zona la vila d'Ad Aras que apareix en els Vasos Apol·linars, encara que fins a la data no s'han obtingut resultats arqueològics que ho confirmen.
Posteriorment, durant l'edat mitjana va passar a ser un ric territori de cultiu de cereals i pasturatge, disputat entre Ontinyent i Cabdet d'una banda (ambdues ciutats del Regne de València) i Villena per l'altra (Corona de Castella). Donant com a resultat un dels litigis més llargs de la història d'Espanya (Conflicte dels Alforins).
A final del segle xviii i al principi del xix es creen una sèrie de camins a fi de millorar la comunicació de Madrid amb les ciutats mediterrànies, construint-se a La Encina el camí de la Reina, en direcció a la Font de la Figuera i a València, i el Camí Real, amb destinació a Villena i a Alacant. Prop de l'encreuament d'ambdós camins existia una venda denominada Venda de La Encina (construïda cap a 1840), que posteriorment donaria nom a la pedania, i que junt amb les cases de labor existents en les proximitats serien l'origen del poblat que es va anar desenvolupant amb l'arribada del ferrocarril.
El 1852 comença l'activitat ferroviària a La Encina en concedir-se la construcció del ferrocarril Almansa - Alacant, que uniria definitivament Alacant amb Madrid per tren. Sis anys després s'inaugura oficialment la línia ferroviària Madrid - Alacant, explotada per MZA i promoguda pel marqués de Salamanca, el senyor José de Salamanca, i el marqués de Rioflorido, el senyor José Viudes. I tan sols un any més tard (1859) es posa en funcionament la línia que connectaria Almansa amb València i Tarragona (A.V.T.), passant per La Encina, pertanyent al Marqués de Campo, el senyor José Campo. Si bé no serà fins a 1863 quan s'inaugura l'estació de La Encina que serviria per a fer transbords entre les dues línies, començant a consolidar-se com un dels nusos ferroviaris més importants del país.
El 1932, intenta, junt amb La Zafra, segregar-se de Villena per a establir-se en municipi independent, presentant per a això, davant del consistori villener, un escrit acompanyat de les signatures dels veïns. No obstant això, aquesta iniciativa fou rebutjada al·legant que si s'aprovara la dita petició, la solvència econòmica de l'Ajuntament de Villena es veuria minvada, en tractar-se de les partides més riques del terme municipal.
Malgrat aquesta frenada i la falta d'inversions municipals, La Encina va continuar creixent, afavorida per la intensa activitat ferroviària, fins a sobrepassar els 1.200 habitants en la dècada dels 1960. No obstant això, a partir dels anys 70, la incorporació de nova tecnologia com la substitució de les locomotores de vapor per les màquines dièsel, així com la posterior construcció del desviament que feia innecessaris els transbordaments, propicia un continu i progressiu declivi econòmic que es va traduir en un descens de la població fins a l'actualitat en què només té 155 habitants (INE 2008).

## Clima
El clima de La Encina és un clima mediterrani clarament continentalizat, amb estius calorosos i secs, encara que amb possibilitat d'intenses tempestes de poca duració i acompanyades de fort aparell elèctric; i amb hiverns freds, amb tendència a tindre alguna forta nevada esporàdica a causa de la seua altitud. Les majors precipitacions s'arrepleguen a la tardor i primavera, encara que la pluviometria anual és de només uns 380 mm. Els vents predominants són de ponent. La temperatura mitjana anual és d'aproximádamente 13 °C, encara que l'amplitud tèrmica pot arribar a superar els 20 °C. De fet, les temperatures màximes diàries poden superar els 40 °C al juliol i agost, mentres que les mínimes poden baixar dels -10 °C a l'hivern.

## Flora i fauna
La flora i la fauna de La Encina és la característica del Sistema Prebètic Extern. La vegetació arbòria és escassa, destacant el pi blanc.
Quant a la fauna que habita en la zona abunda el conill i la llebre, el rabosot, el porc senglar, l'escurçó, rates penades, sargantanes, dragons, perdius, eriçons i nombrosos insectes (libèl·lules, mantis, abelles, ...) i aràcnids (aranyes, escorpins…)

## Cultura

### Patrimoni
La Encina és un autèntic santuari ferroviari en què destaquen, a més dels habitatges construïdes per a albergar els ferroviaris (com el pavelló del Nord, el carrer Albereda o les Casas Noves), les construccions següents:
Estació del ferrocarril. Construïda en 1878, després d'haver sigut cremada, en dos ocasions per les tropes carlines, la primera que datava de 1863.
Depòsit d'aigua.
Placa per a girar locomotores.
Parròquia de Sant Joan Baptista. Beneïda en 1913.
Passeig de l'Av. Constitució: amb nombrosos senyals i mobiliari ferroviari, a més de l'escultura de metall "La Encina a sus ferroviarios", realitzada en record de la principal activitat del poblat durant dècades.

### Festes
Festes de Sant Joan Baptista. Es venen celebrant des de 1914 durant el divendres, dissabte i diumenge posteriors al 24 de juny. Entre els actes més destacats s'inclouen el tradicional concert de la Molt Llorejada Banda Municipal de Villena, la desfilada de disfresses, l'ofrena, la processó, les mascletaes, el castell de focs artificials i la crema de la falla.
Festa del veí. Se celebra a principis d'agost, cuinant-se una paella gegant per a tots els veïns del poble.
Nadal i Reis. Destaca l'arribada dels Reis Mags el dia 5 de gener a la nit, que després de passar pel poblat entreguen als xiquets els seus regals en una acte realitzat en el cine de la pedania.

## Gastronomia
Entre la gastronomia típica de La Encina destaca sobretot la rebosteria. Així, podem trobar gustosos menjars elaborats de manera artesanal, i en forn de llenya, com els rotllos de vi, d'anís, magdalenes, mantegades terrosos, mantegades manxecs, pastissos de moniato,... sense oblidar les famoses mones de La Encina.

## Transports
Ferrocarril
L'empresa pública propietària de la infraestructura ferroviària a Espanya Adif manté oberta l'estació de passatgers, en la que paren pocs trens de mitjana distància gestionats per Renfe Operadora.
Es projecta per esta localitat la construcció i pas dels trens d'alta velocitat (AVE) entre Madrid i el llevant per a l'any 2011.
Autobús i taxi
Hi ha un microbús que realitza diversos servicis al dia, tant al matí com a la vesprada, entre La Encina i Villena.
Vehicle privat
Es pot accedir a La Encina des de l'Autovia A-31 i des d'un camí asfaltat en la localitat veïna de Cabdet.